# Ulrich Steinwedel
Ulrich Steinwedel (* 24. Juni 1949) ist ein ehemaliger Richter am deutschen Bundessozialgericht.
Nach Beendigung seiner juristischen Ausbildung trat Steinwedel 1978 in die Sozialgerichtsbarkeit des Landes Niedersachsen ein. Nach kurzer Tätigkeit beim Versorgungsamt Würzburg wechselte Steinwedel 1980 in die Sozialgerichtsbarkeit des Freistaats Bayern und wurde Richter am Sozialgericht Würzburg.
Im Jahre 1984 wurde Steinwedel an das Bundessozialgericht als wissenschaftlicher Mitarbeiter abgeordnet. 1985 wurde er sodann als Richter am Sozialgericht Augsburg und nach Ernennung zum Richter am Landessozialgericht im Jahre 1987 am Bayerischen Landessozialgericht tätig.
Mit seiner Ernennung zum Richter am Bundessozialgericht im Jahre 1991 wurde Steinwedel zunächst dem 8. und dem 10. Senat dieses Gerichts zugewiesen, später übernahm er die Aufgaben des stellvertretenden Vorsitzenden des 7. Senats.
Im November 2004 zum Vorsitzenden Richter am Bundessozialgericht ernannt, wurde ihm der Vorsitz des 13. Senats des Bundessozialgerichts übertragen. Ende September 2014 trat er in den Ruhestand. 
| Personendaten    | Personendaten                            |
| ---------------- | ---------------------------------------- |
| NAME             | Steinwedel, Ulrich                       |
| KURZBESCHREIBUNG | deutscher Richter am Bundessozialgericht |
| GEBURTSDATUM     | 24. Juni 1949                            |